# مارغريت ر. هيرتز
مارغريت ر. هيرتز (بالإنجليزية: Marguerite R. Hertz)‏ هي عالمة نفس أمريكية، ولدت في 31 أغسطس 1899 في نيويورك في الولايات المتحدة، وتوفيت في 26 يونيو 1992 في شاكير هايتس في الولايات المتحدة.